# Max Kurzweil
Maximilian Franz Viktor Zdenko Marie Kurzweil (Bzenec, 12 ottobre 1867 – Vienna, 9 maggio 1916) è stato un pittore e incisore austriaco.

## Biografia
Studiò all'Accademia di belle arti di Vienna con Christian Griepenkerl e Leopold Carl Müller, e dal 1892 frequentò l'Académie Julian a Parigi, dove espose il suo primo dipinto al Salon nel 1894. Fu cofondatore della Secessione viennese nel 1897, e redattore e illustratore dell'influente rivista secessionista Ver Sacrum ("Primavera sacra"). Fu anche professore alla Frauenkunstschule, un'accademia per donne artiste di Vienna. Nel 1905 gli fu conferito il Premio Villa Romana. Le sue opere successive mostrano l'influenza di Edvard Munch e Ferdinand Hodler. Per conseguenza di circostanze private, aggravate dal suo innato senso di malinconia, si suicidò nel 1916 con la sua allieva e amante Helene Heger. Nonostante la sua carriera relativamente breve, Kurzweil appartiene ai rappresentanti più significativi del movimento secessionista viennese insieme a Gustav Klimt.

## Opere

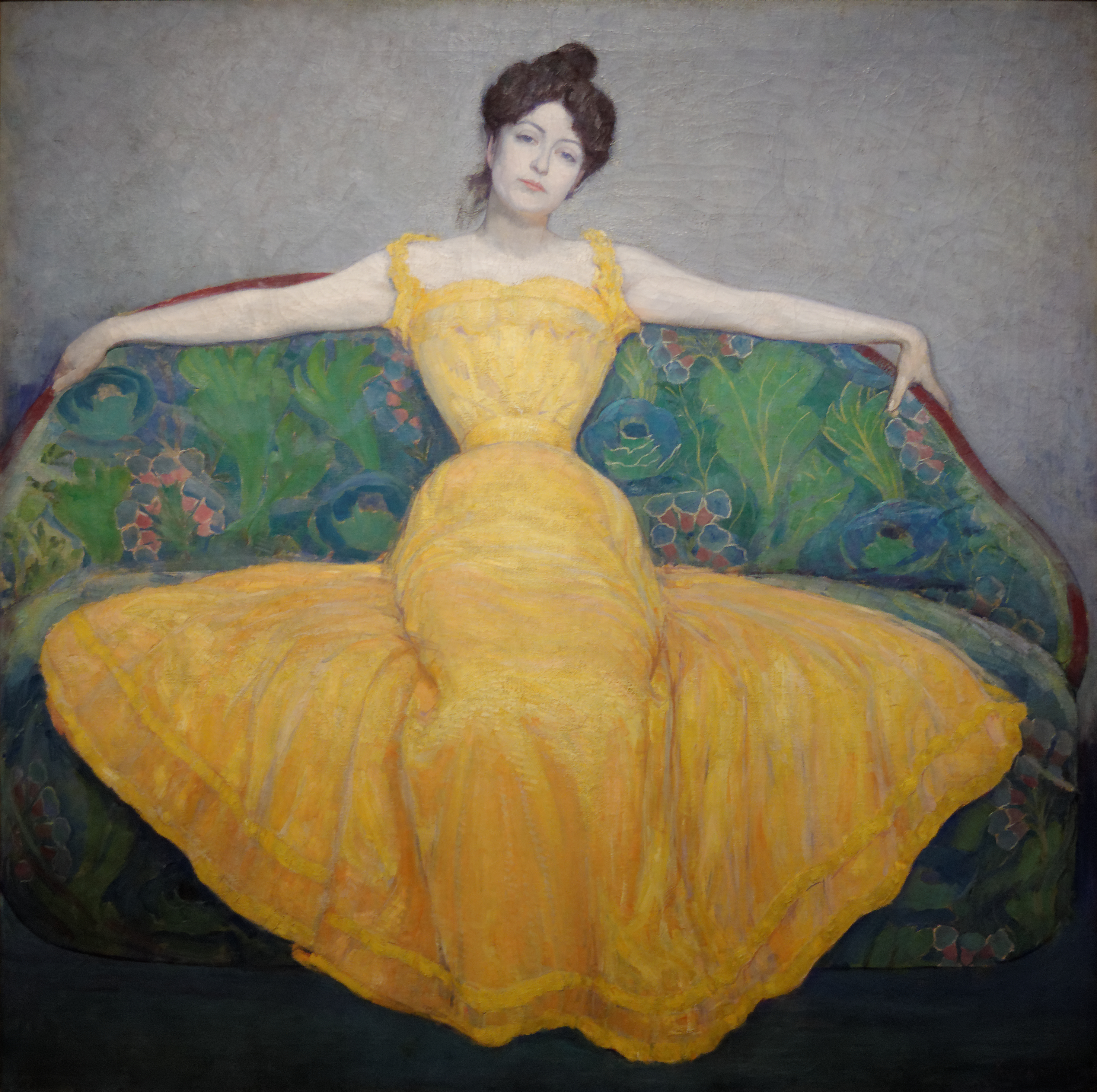
Donna con vestito giallo. Olio su tela, 1899

- "Un caro visitatore" (Vienna, collezione privata), 1894, olio su cartone, 24,5 x 30,5 cm
- "Donna in giallo" (Museo di Vienna, Inv. N. 117 376), 1899, olio su tela
- "La lettera II" (San Francisco Fine Arts Museum), 1900, litografia, 19,5 x 22 cm
- "Il cuscino" (Art Gallery of New South Wales), 1903, xilografia a colori, 28,6 x 26 cm
- "Secessione XVII. Mostra" (manifesto), 1903, litografia a colori, 189 x 63,5 cm
- "Ritratto di una donna" (Emilie Floege;? Linz, Castle Museum, dono Kastner), c. 1905, olio su tela, 100x70 cm
- "Mira Bauer" (Vienna, Galleria Austriaca), 1908, olio su tela, 66 x 52,5 cm
- "Bettina Bauer" (Vienna, Galleria Austriaca), 1908, olio su tela, 66 x 52 cm
- "Paesaggio con Saltlick" (Colorado USA, collezione privata), c. 1910, acquerello su carta, 30 x 42,5 cm